# Validade interna
Validade interna é a extensão em que uma evidência apoia uma afirmação sobre causa e efeito, dentro do contexto de um estudo específico. É uma das propriedades mais importantes dos estudos científicos e é um conceito importante no raciocínio sobre evidências de forma mais geral. A validade interna é determinada pela capacidade de um estudo de descartar explicações alternativas para suas descobertas (geralmente, fontes de erro sistemático ou "viés"). Ela contrasta com a validade externa, a extensão em que os resultados podem justificar conclusões sobre outros contextos (ou seja, a extensão em que os resultados podem ser generalizados). Tanto a validade interna quanto a externa podem ser descritas usando formas qualitativas ou quantitativas de notação causal.

## Detalhes
Diz-se que as inferências possuem validade interna se uma relação causal entre duas variáveis for devidamente demonstrada.   Uma inferência causal válida pode ser feita quando três critérios são satisfeitos:[carece de fontes?]
1. a “causa” precede o “efeito” no tempo (precedência temporal),
2. a "causa" e o "efeito" tendem a ocorrer juntos (covariação), e
3. não há explicações alternativas plausíveis para a covariação observada (não espúria).

Em ambientes experimentais científicos, os pesquisadores frequentemente alteram o estado de uma variável (a variável independente) para ver que efeito ela tem sobre uma segunda variável (a variável dependente).  Por exemplo, um pesquisador pode manipular a dosagem de um medicamento específico entre diferentes grupos de pessoas para ver que efeito isso tem na saúde. Neste exemplo, o pesquisador quer fazer uma inferência causal, ou seja, que diferentes doses do medicamento podem ser responsabilizadas por mudanças ou diferenças observadas. Quando o pesquisador pode atribuir com confiança as mudanças ou diferenças observadas na variável dependente à variável independente (ou seja, quando o pesquisador observa uma associação entre essas variáveis e pode descartar outras explicações ou hipóteses rivais), então a inferência causal é considerada internamente válida.[carece de fontes?]
Em muitos casos, no entanto, a dimensão dos efeitos encontrados na variável dependente pode não depender apenas de
- variações na variável independente,
- o poder dos instrumentos e procedimentos estatísticos utilizados para medir e detectar os efeitos, e
- a escolha dos métodos estatísticos (ver: Validade da conclusão estatística).

Em vez disso, uma série de variáveis ou circunstâncias não controladas (ou incontroláveis) podem levar a explicações adicionais ou alternativas (a) para os efeitos encontrados e/ou (b) para a magnitude dos efeitos encontrados. A validade interna, portanto, é mais uma questão de grau do que de uma coisa ou outra, e é exatamente por isso que projetos de pesquisa diferentes de experimentos verdadeiros também podem produzir resultados com alto grau de validade interna.[carece de fontes?]

## Exemplos de ameaças
Para recordar oito ameaças à validade interna, utiliza-se a sigla mnemónica THIS MESS em inglês, que significa:
- Teste,
- História,
- Mudança de instrumento,
- Regressão estatística em direção à média,
- Maturação,
- Mortalidade experimental,
- Seleção e
- Interação de seleção.